# Ґаррард (округ, Кентуккі)
Шаблон:StateAbbr_ 37°38′22″ пн. ш. 84°32′15″ зх. д. / 37.63958° пн. ш. 84.53763° зх. д.
Округ  Ґаррард (англ. Garrard County) — округ (графство) у штаті  Кентуккі, США. Ідентифікатор округу 21079.

## Історія
Округ утворений 1796 року.

## Демографія
За даними перепису 
2000 року 
загальне населення округу становило 14792 осіб, зокрема міського населення було 3868, а сільського — 10924.
Серед мешканців округу чоловіків було 7274, а жінок — 7518. В окрузі було 5741 домогосподарство, 4336 родин, які мешкали в 6414 будинках.
Середній розмір родини становив 2,95.
Віковий розподіл населення поданий у таблиці:
| Стать    | До 15 років | 15-21 | 22-29 | 30-39 | 40-49 | 50-65 | 65-85 | Понад 85 |
| -------- | ----------- | ----- | ----- | ----- | ----- | ----- | ----- | -------- |
| Чоловіки | 1573        | 686   | 693   | 1186  | 1125  | 1186  | 765   | 60       |
| Жінки    | 1422        | 634   | 736   | 1211  | 1162  | 1249  | 929   | 175      |

## Суміжні округи
- Джессамін — північ
- Медісон — північний схід
- Роккасл — південний схід
- Лінкольн — південний захід
- Бойл — захід
- Мерсер — північний захід

## Виноски
1. ↑  U.S. Decennial Census. United States Census Bureau. Архів оригіналу за 26 квітня 2015. Процитовано 14 серпня 2014.
2. ↑  Historical Census Browser. University of Virginia Library. Архів оригіналу за 11 серпня 2012. Процитовано 14 серпня 2014.
3. ↑  Population of Counties by Decennial Census: 1900 to 1990. United States Census Bureau. Архів оригіналу за 13 жовтня 2014. Процитовано 14 серпня 2014.
4. ↑  Census 2000 PHC-T-4. Ranking Tables for Counties: 1990 and 2000 (PDF). United States Census Bureau. Архів оригіналу (PDF) за 18 грудня 2014. Процитовано 14 серпня 2014.
5. ↑  State & County QuickFacts. United States Census Bureau. Архів оригіналу за 7 червня 2011. Процитовано 6 березня 2014. [Архівовано 2011-06-07 у Wayback Machine.](англ.) Наведено за англійською вікіпедією.
6. ↑  American FactFinder. Бюро перепису населення США. Архів оригіналу за 26 лютого 2012. Процитовано 31 січня 2008. [Архівовано 2008-05-21 у Wayback Machine.]

| США | Це незавершена стаття з географії США. Ви можете допомогти проєкту, виправивши або дописавши її. |